# Таштагольський район
Таштаго́льський район (рос. Таштагольский район, шорськ. Тағлығ Шор) — муніципальний район у складі Кемеровської області Російської Федерації.
Адміністративний центр — місто Таштагол.

## Географія
Район розташований на півдні Кемеровської області, межує з Новокузнецьким районом і Міждуріченським міським округом, а також з Алтайським краєм, республіками Алтай та Хакасія. Район лежить на території Гірської Шорії — області, що розташовується на стику хребтів південного Сибіру (Північно-Східного Алтаю, Кузнецького Алатау і Салаїрського кряжа). Основні річки: Кондома і Мрас-Су, також Тельбес, Мундибаш, Бель-Су.

## Історія
Район утворений 22 березня 1939 року шляхом виділення з Гірсько-Шорського національного району Новосибірської області з центром у селі Таштагол. Друга частина території сучасного району входила до складу Новокузнецького і Кузедеєвський районів Кемеровської області. З 26 січня 1943 року район — у складі Кемеровської області.
1 лютого 1963 року Таштагол стає містом обласного значення, район був ліквідований, а його населені пункти підпорядкували Таштагольській міській раді. У 1983 році Таштагольський район був відновлений, місто Таштагол залишилось з обласним статусом.
Станом на 2002 рік район поділявся на 6 селищних та 8 сільських рад:
| Поселення                       | Площа, км² | Населення, осіб (2002) | К-ть НП | Населені пункти |
| ------------------------------- | ---------- | ---------------------- | ------- | --- |
| Казька селищна рада             | -          | 5026                   | 2       | селище міського типу Каз, селище Тенеш |
| Мундибаська селищна рада        | -          | 6084                   | 3       | селище міського типу Мундибаш, селища Підкатунь, Тельбес |
| Спаська селищна рада            | -          | 1638                   | 4       | селище міського типу Спаськ, селища Тарлашка, Турла, Усть-Уруш |
| Теміртауська селищна рада       | -          | 4978                   | 4       | селище міського типу Теміртау, селища Кедровка, Сухаринка, Учулен |
| Чугунаська селищна рада         | -          | 724                    | 2       | селище міського типу Чугунаш, селище 545 км |
| Шерегеська селищна рада         | -          | 10376                  | 3       | селище міського типу Шерегеш, селища Віктор'євка, Таєнза |
| Каларська сільська рада         | -          | 1800                   | 12      | селища 517 км, 527 км, 534 км, 538 км, Амзас, Базанча, Весела Грива, Калари, Каменний Кар'єр, Кльопочний, Петухов Лог, Центральний                                                                                       |
| Кизил-Шорська сільська рада     | -          | 711                    | 9       | селища Великий Лабиш, Верхній Таймет, Верх-Кочура, Карбалик, Ключевий, Малий Лабиш, Сокушта, Сайзак, Чулеш |
| Кондомська сільська рада        | -          | 544                    | 5       | селища Базарний, Березова Річка, Карагол, Кондома, Луговський |
| Коуринська сільська рада        | -          | 860                    | 9       | селища Алтамаш, Габовськ, Зайцево, Калташ, Кілінськ, Нижній Сокол, Чушла, Юдино, Якунінськ |
| Усть-Анзаська сільська рада     | -          | 316                    | 9       | селища Ближній Кезек, Верхній Анзас, Дальній Кезек, За-Мрассу, Парушка, Середній Чилей, Суєта, Усть-Анзас, Чази-Бук |
| Усть-Кабирзинська сільська рада | -          | 1035                   | 18      | селища Верхній Кичі, Верхня Александровка, Джелсай, Кантус, Колхозний Карчит, Нижні Кичі, Новий, Парлагол, Сарасет, Сензас, Середні Кичі, Середня Пурла, Таска, Усть-Азас, Усть-Кабирза, Усть-Кезес, Усть-Пизас, Узунгол |
| Усть-Колзаська сільська рада    | -          | 207                    | 2       | селища Камзас, Мрассу |
| Чилісу-Анзаська сільська рада   | -          | 246                    | 11      | селища Анзас, Білка, Верхній Алзак, Верхній Бугзас, Верхній Нимзас, Ельбеза, Нижній Алзак, Нижній Нимзас, Середній Бугзас, Усть-Карагол, Чилісу-Анзас                                                                    |

2004 року селищні та сільські ради перетворені в сільські поселення, Таштагольська міська рада перетворена в міське поселення, місто увійшло до складу району.

## Населення
Населення — 52073 особи (2019; 55029 в 2010, 34545 у Таштагольському районі та 23363 у Таштагольській міській раді у 2002).
Значна частина населення муніципального району проживає в місті Таштагол, тут зосереджено 40,6 % населення. У міських поселеннях проживає 88,4 % населення, в сільських — 11,6 % населення. Розселення в Таштагольському районі приурочено до Південно-Сибірської залізничної магістралі, яка сполучає з обласним центром, сусідніми областями, Красноярським краєм, забезпечує вихід на Транссибірську залізницю, а також до автодороги республіканського значення «Кемерово — Новокузнецьк — Кузедеєво — Таштагол», що забезпечує зовнішні зв'язки з іншими територіями області.
Сформована в районі система розселення відноситься згідно з зонуванням території до рівномірно розосереджених типу, для якого характерна поселенська структура з середньою людністю населення 300 осіб, відстань між поселеннями 10—15 км, віддаленістю периферійних селищ від районного центру в середньому 30—60 км. Характерною рисою сільського розселення є нерівномірне розміщення населених пунктів територією муніципального утворення.

### Національний склад
Росіяни, корінне населення — шорці — 10 672 осіб, проживають також німці та українці.

## Адміністративний поділ
Район адміністративно поділяється на 6 міських поселень та 4 сільських поселення:
| Поселення                            | Площа, км² | Населення, осіб (2010) | Населення, осіб (2019) | Центр        | Населені пункти |
| ------------------------------------ | ---------- | ---------------------- | ---------------------- | ------------ | --------------- |
| Казьке міське поселення              | -          | 4666                   | 4092                   | Каз          | 2               |
| Мундибаське міське поселення         | -          | 5133                   | 4357                   | Мундибаш     | 3               |
| Спаське міське поселення             | -          | 1720                   | 1674                   | Спаськ       | 4               |
| Таштагольське міське поселення       | -          | 23134                  | 23117                  | Таштагол     | 1               |
| Теміртауське міське поселення        | -          | 4428                   | 3842                   | Теміртау     | 4               |
| Шерегеське міське поселення          | -          | 10384                  | 10119                  | Шерегеш      | 12              |
| Каларське сільське поселення         | -          | 2971                   | 2537                   | Калари       | 19              |
| Кизил-Шорське сільське поселення     | -          | 784                    | 699                    | Ключевий     | 11              |
| Коуринське сільське поселення        | -          | 743                    | 642                    | Алтамаш      | 9               |
| Усть-Кабирзинське сільське поселення | -          | 1066                   | 994                    | Усть-Кабирза | 29              |

## Найбільші населені пункти
Нижче подано список населених пунктів за населенням понад 1000 осіб:
| № | Населений пункт | Населення, осіб (2002) | Населення, осіб (2010) |
| - | --------------- | ---------------------- | ---------------------- |
| 1 | Таштагол        | 23363                  | 23134                  |
| 2 | Шерегеш         | 10371                  | 10173                  |
| 3 | Мундибаш        | 6019                   | 5097                   |
| 4 | Каз             | 4977                   | 4623                   |
| 5 | Теміртау        | 4843                   | 4352                   |
| 6 | Спаськ          | 1596                   | 1703                   |

## Господарство

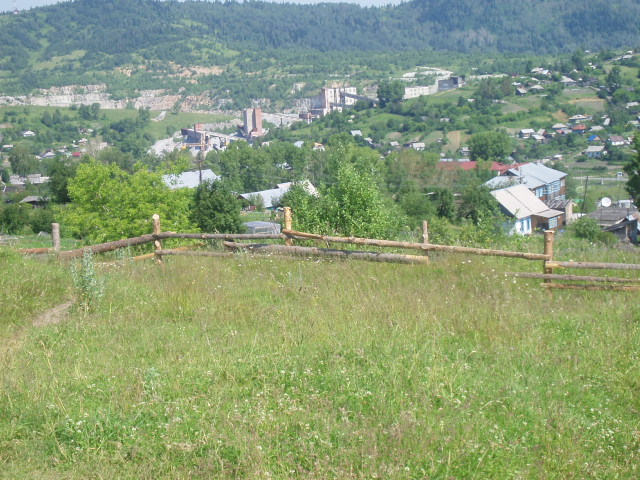
Теміртау

### Промисловість
Гірська: Казький рудник, Теміртау доломіт, Шерегеський рудник, Таштагольський рудник. Аглофабрика — Мундибаш. Лісові підприємства — північний схід району. Планується будівництво цементного заводу під Учуленом.

### Сільське господарство
Овочі, вирощують на присадибних ділянках жителі селищ Каз, Теміртау, Мундибаш.

### Ресурси
Велика частина району зайнята лісами — сосни, сибірського кедри. Є залізні руди, золото.

### Транспорт
- Південно-Кузбаська гілка Західно-Сибірської залізниці, електричка Новокузнецьк — Ахпун, Новокузнецьк — Таштагол
- Автобуси з Таштагола в Междуреченськ, Кемерово і Новосибірськ
- Автобуси з Таштагола в селища
- Автобуси з Новокузнецька в Теміртау, Каз і Мундибаш
- Автобуси між селищами Теміртау, Каз і Мундибаш
- Авіатранспорт
- Будується дорога в Гірський Алтай та Хакасію.

### Туризм
У Таштагольському районі активно розвивається туризм, проводяться сплави по Мрас-Су і Кондомі, піші та лижні маршрути по території району. Активно розвивається гірськолижний курорт Шерегеш.